# Heinrich Kirchheim
Heinrich Kirchheim (Wieliczka, 6 aprile 1882 – Lüdenscheid, 14 dicembre 1973) è stato un generale tedesco.

## Biografia
Il 1º dicembre 1939 subentrò a Philipp Müller-Gebhard come comandante della 169ª divisione di fanteria e rimase in carica fino al 1º febbraio 1941, quando venne sostituito da Kurt Dittmar.
Nel 1944 fece parte, insieme ad Heinz Guderian e Gerd von Rundstedt, della "Corte Militare d'Onore", l'organismo che si occupò di giudicare tutti gli imputati coinvolti nell'attentato a Hitler del 20 luglio di quell'anno. Tra i sottoposti a giudizio ci fu anche Erwin Rommel, con cui Kirchheim aveva avuto dei dissapori nel 1941, dopo la battaglia di Tobruch; la corte si espresse favorevolmente al fatto che la "volpe del deserto" venisse degradata ed espulsa dall'esercito.
Venne catturato dalle truppe statunitensi il 12 aprile 1945 e trattato come prigioniero di guerra. Nel settembre del 1947 venne liberato.